# Aircraft Carrier Alliance
Aircraft Carrier Alliance var ett brittiskt samriskföretag inom försvarsindustrin med syftet att bygga hangarfartygsklassen Queen Elizabeth, som består av två hangarfartyg (HMS Queen Elizabeth och HMS Prince of Wales). De aktörer som var involverade i samriskföretaget förutom Storbritanniens försvarsministerium var brittiska BAE Systems och Babcock International samt det franska Thales Group.
Hela projektet kostade totalt omkring 6,2 miljarder brittiska pund, vilket var tre miljarder pund mer än vad originalbudgeten var på, och sysselsatte fler än 10 000 anställda.

## Historik
Samriskföretaget har sitt ursprung från 1997 när Storbritanniens försvarsministerium övervägde att bygga nya hangarfartyg till Storbritanniens flotta. Två år senare utsåg försvarsministeriet BAE Systems och Thomson-CSF (idag Thales Group) om att ta fram hangarfartygsprototyper. År 2003 meddelade försvarsministeriet oväntat att Thales prototyp hade valts för att den var mer innovativ och tekniskt utvecklat än BAE:s prototyp. Senare fick Thales prototyp skalas dock ner rätt kraftigt på grund av kostnadsskäl. Samma år bildades det en allians mellan de tre nämnda i syfte att bygga hangarfartygen. År 2005 anslöt sig även Babcock och amerikanska VT Group vilket gjorde att alliansen blev ett samriskföretag. Bara tre år senare lämnade VT Group samriskföretaget efter att VT Group hade sålt sitt dotterbolag VT Shipbuilding, som höll på med skeppsvarvsverksamhet, till BAE Systems samt ett annat dotterbolag, som höll på med stöd- och träningstjänster för skeppsvarv, till Babcock.
Aircraft Carrier Alliance lades ner efter att projektet avslutades när det andra hangarfartyget blev klart och togs i tjänst 2019.

## Hangarfartyg
De hangarfartyg som byggdes av samriskföretaget.
|  | Namn                | Beställda   | Kölsträckta | Sjösatta         | I tjänst         |
|  | ------------------- | ----------- | ----------- | ---------------- | ---------------- |
|  | HMS Queen Elizabeth | 3 juli 2008 | 7 juli 2009 | 17 juli 2014     | 7 december 2017  |
|  | HMS Prince of Wales | 3 juli 2008 | 26 maj 2011 | 21 december 2017 | 10 december 2019 |

## Skeppsvarv
De skeppsvarv som användes under konstruktionerna av hangarfartygen.
|  | Namn            | Plats               | Ägare                                           |
|  | --------------- | ------------------- | ----------------------------------------------- |
|  | A&P Tyne        | Hebburn, England    | A&P Group                                       |
|  | Appledore Yard  | Appledore, England  | Appledore Shipbuilders                          |
|  | Cammell Laird   | Birkenhead, England | Cammell Laird                                   |
|  | Govan shipyard  | Glasgow, Skottland  | BAE Systems                                     |
|  | HMNB Portsmouth | Portsmouth, England | Storbritanniens försvarsministerium BAE Systems |
|  | Rosyth Dockyard | Rosyth, Skottland   | Babcock International                           |